# Laufweite

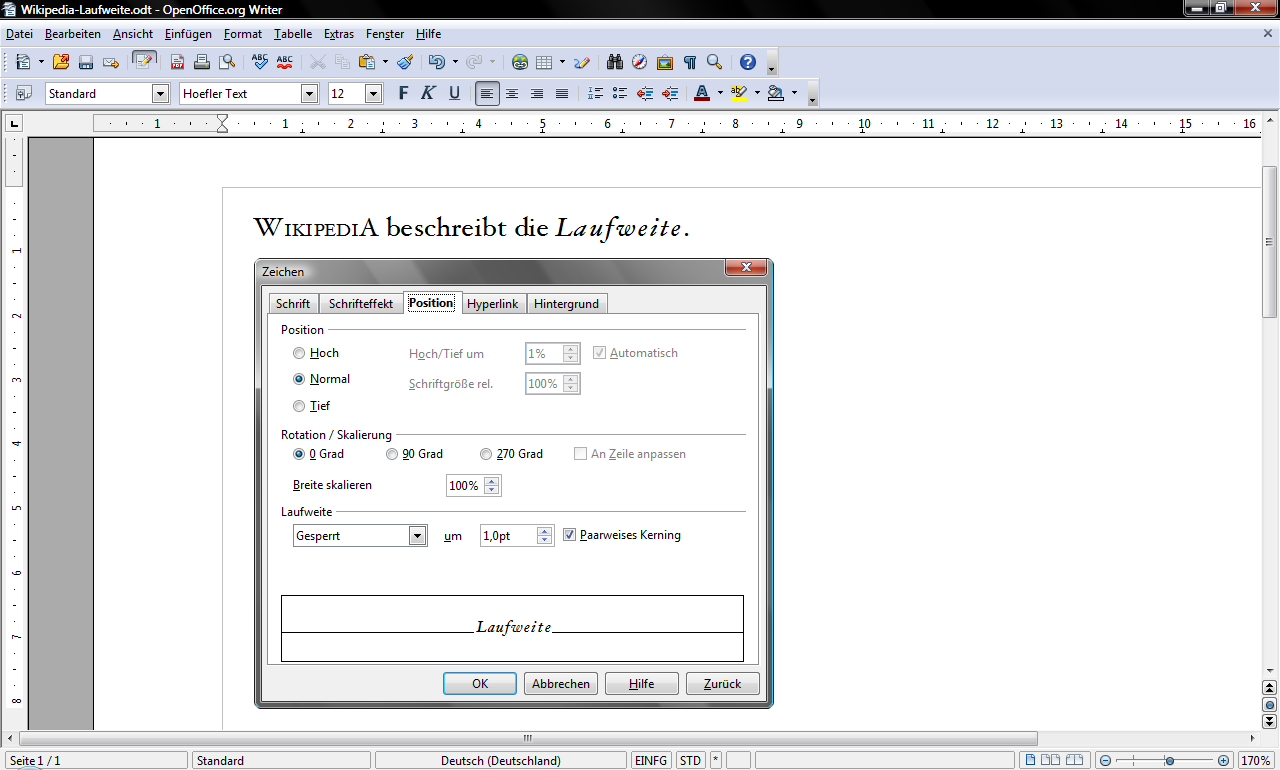
Einstellen der Laufweite in OpenOffice.org Writer

Die Laufweite bezeichnet die horizontale Ausdehnung einer Schriftzeile; sie ergibt sich aus den Breiten der einzelnen Zeichen (Dickte) und Zeichenzwischenräumen (Zeichenabstand).

## Bleisatz
Im Bleisatz ist die Dickte der Lettern (also Zeichenbreite sowie Vor- und Nachbreite) durch den metallischen Kegel festgelegt. Zeichenabstand wird durch Spationierung erzeugt: Zwischen die Lettern werden „nicht-druckende“ Spatien eingefügt. Das Ergebnis wird Sperrsatz genannt.

## Anwendung im Fotosatz
Im Fotosatz lässt sich der Zeichenabstand hingegen leicht verringern oder vergrößern. Man bedient sich eines einheitlich festgelegten Wortes, um die durchschnittliche Laufweite festzustellen (vgl. Fotosatzgerät „diatype“). Mit Hilfe dieses abgesetzten Wortes kann die Laufweite auftragsspezifisch bestimmt und den Anforderungen entsprechend verändert werden.

## Anwendung im Computersatz/Printdesign
Gängige Bildbearbeitungs- und Desktop-Publishing-Programme (wie auch moderne Textverarbeitungen) unterstützen Sperrsatz. Hierbei passiert die Spationierung nicht mittels Zwischenraumelementen wie den Spatien. Die einzelnen Schriftzeichen werden lediglich weiter auseinander im Dokument platziert.

## Anwendung im Screendesign/Webdesign
Bei  Cascading Style Sheets gibt es die Eigenschaft letter-spacing. Sie gibt den zusätzlichen Abstand zweier aufeinanderfolgender Zeichen an und ermöglicht dadurch Sperrsatz – auch negative Werte sind möglich. Ligaturen sollen bei abweichender Angabe von letter-spacing nicht generiert werden (durch Browser u. ä.).